# St. Laurentius (Bad Soden)

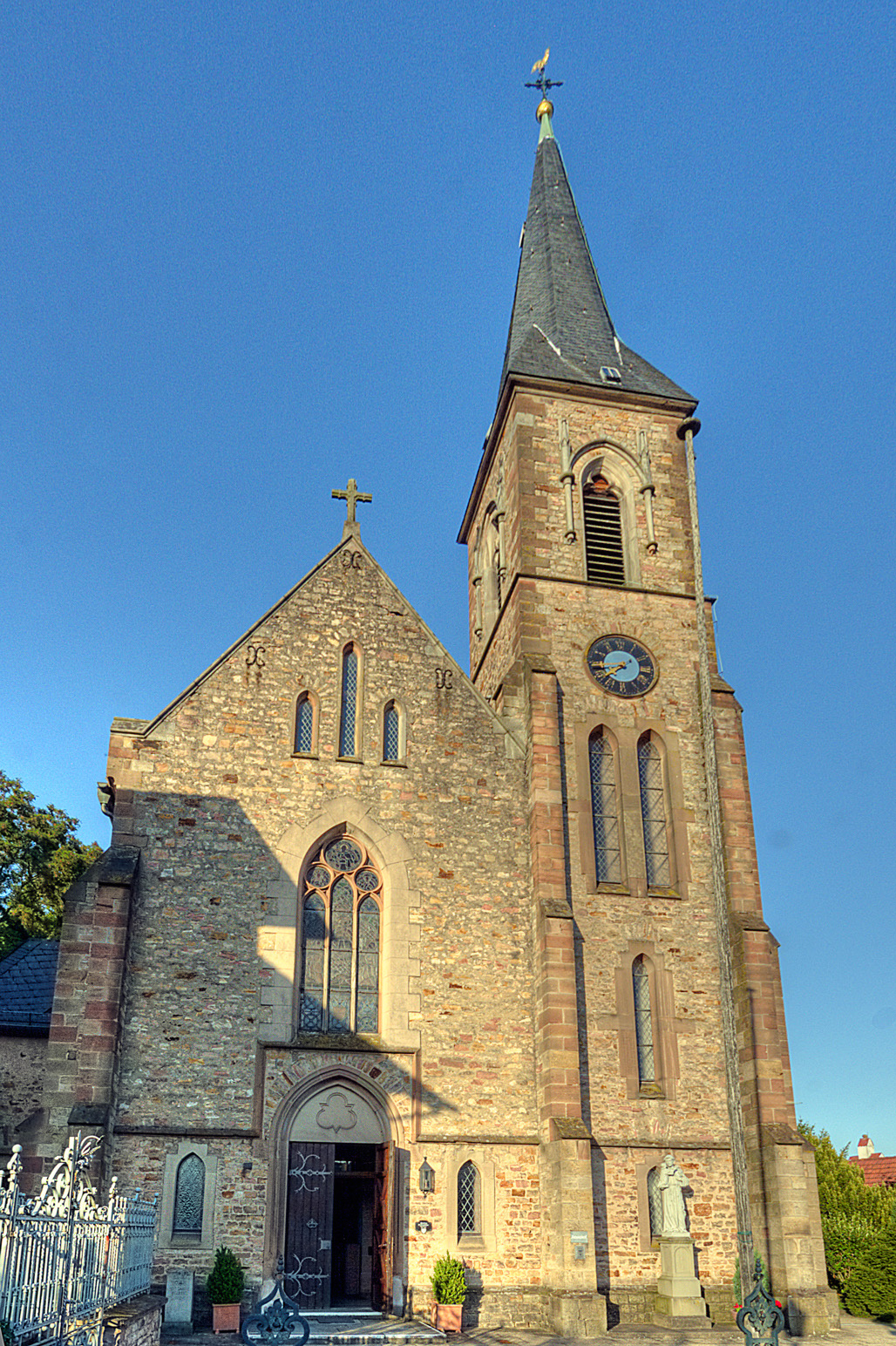
St. Laurentius Bad Soden (Kinzigtal)

Die römisch-katholische, denkmalgeschützte Filialkirche St. Laurentius steht im Stadtteil Bad Soden der Stadt Bad Soden-Salmünster im Main-Kinzig-Kreis in Hessen. Sie gehört zum Pastoralverbund Hl. Kreuz-Salmünster-Kinziggrund im Dekanat Kinzigtal des Bistums Fulda.

## Beschreibung
Die neugotische Basilika wurde von 1893 bis 1896 anstelle einer kleinen Kapelle erbaut. Grundsteinlegung war am 13. Juli 1893. Die Weihe erfolgte am 19. Oktober 1896 durch den Fuldaer Bischof Georg Ignaz Komp. Die Pläne stammen vom Kreisbaumeister Georg Schneller aus Offenbach am Main.
Das Gotteshaus ist aus Bruchsteinen mit Strebepfeilern aus Quadermauerwerk errichtet. Der mit einem achtseitigen, schiefergedeckten, spitzen Helm bedeckte Kirchturm steht im Westen des südlichen Seitenschiffs. An das Mittelschiff schließt sich im Osten ein Chor mit dreiseitigem Abschluss an. Eine barocke Sandsteinmadonna schmückt den Altarraum. Sie stammt aus der alten Kapelle. Vor der Kirche steht eine Steinplastik des Hl. Antonius von Padua (um 1900). 
Die Kirche erhielt bei der letzten Renovierung im Jahr 1986 eine Ausmalung mit Rankenwerk im Stil der Neugotik.
Die Orgel mit 21 Registern, zwei Manualen und Pedal wurde 1911 von E. F. Walcker gebaut. Ihre Disposition wurde 1959 von Bernhard Schmidt geändert.
Hinter der Kirche erstreckt sich ein alter Friedhof. Dreizehn rundbogige Heiligenhäuschen mit Hochreliefs der Kreuzwegstationen umrahmen die kleine parkartige Anlage. Mittig erhebt sich eine Kreuzigungsgruppe mit Maria, Johannes und Maria Magdalena, geschaffen vom Bildhauer Gottfried Fleck (1843–1898).

## Belege
1. ↑  Information zur Orgel

Koordinaten: 50° 17′ 23,5″ N, 9° 22′ 4,7″ O